# Rue du Soleil
Rue du Soleil este o trupă din Spania care produce muzică de relaxare. Melodiile lor au apărut adeseori pe compilațiile Cafe del Mar. Ei au fost remarcați de DJ-ul legendar Jose Padilla, DJ-ul din spatele multor volume reușite ale Cafe del Mar. Drept urmare, Rue du Soleil au semnat un contract la casa de discuri Cafe del Mar Records. În urma semnării contractului, trupa a lansat doar două albume, dar care au fost apreciate de cunoscători: "Dreaming of..." și "Essential Feelings", în care apar alăturat numele trupei și cel al franchizei care i-a ajutat să devina mai cunoscuți. Momentan, trupa se pregătește pentru un album nou, despre care se zvonește că va apărea în vara lui 2006.
```
-2006 
Rue Du Soleil
 apare cu o melodie 
"Angel Eyes"
 in CD2 de pe albumul 13 Cafe Del Mar
```

-2007                              melodia  "Missing"    in CD1 de pe albumul 14 Cafe Del Mar